# Murder Princess
Murder Princess (マーダー·プリンセス?, Mādā Purinsesu) è una serie manga di Sekihiko Inui, di genere fantasy. Inizialmente pubblicata sulla rivista Dengeki Daioh, la serie è stata poi raccolta in due volumi dall'editore Mediaworks. Nel 2007 è uscito inoltre l'adattamento anime di sei episodi, venduto come OVA.

## Trama
Nel pacifico regno di Forland un uomo della corte, il dottor Akamashi ordisce un colpo di Stato assieme ai due robot di sua invenzione; eliminato il re Riamne tentando anche di eliminare sua figlia, la principessa Alita, come possibile pretendente al trono.
Alita però è riuscita a fuggire, e nella sua corsa disperata finisce per precipitare da un burrone. Cadendo, finisce per travolgere la mercenaria Falis, che passava di lì con la sua banda. Inspiegabilmente quando le due ragazze riprendono i sensi, scoprono di essersi scambiate i corpi.
Toccherà quindi a Falis - nei panni di un'Alita forte e determinata - proteggere il regno dai piani di conquista del malvagio dottore. Una volta che il dottor Akamashi viene sconfitto, alle due ragazze non resta che convincere il popolo della "regalità" di questa Alita tanto combattiva e soprattutto convincere il cortigiano e consigliere Jodo Entolasia, vecchio e fedele servitore della casa reale. La vera principessa, per sostenere l'alleata nella sua vita a corte, si finge Milano, una lontana nipote di Jodo, e sostiene la parte di una fidata domestica.
Nonostante i continui attacchi del dottor Akamashi e delle due loli robotiche al suo servizio, i giorni trascorrono tranquilli finché a corte non si ripresenta il fratello maggiore di Alita, il principe Kaito. Questi è però passato alla forze del male e, insieme alla strega Cecilia, cerca di impossessarsi delle "chiavi" - pietre magiche lasciate in custodia ala famiglia Forland - per impadronirsi di Teoria, la fonte del sapere.

### Anime
L'anime differisce dal manga, soprattutto per quanto riguarda i comprimari della Murder Princess Falis: Dominikov e Pete raccontano alla fine delle peripezie di essere dei robot e di dover sacrificarsi per poter interrompere il programma di autodistruzione avviato da Kaito, nella sala di controllo del potentissimo computer di Teoria.
Inoltre la serie animata vede le poche reliquie dell'era tecnologica (i compagni di Falis, Teoria ed anche le creature di Akamashi) scomparire per lasciare un mondo fantasy-medievale puro ed incontaminato, lasciando inoltre le due protagoniste loro malgrado nei panni l'una dell'altra: Falis ora principessa sul trono e Alita nelle vesti di Milano, serva di corte.

## Personaggi

Da sinistra: Jodo, Pete, Falis aka Murder Princess, Dominikov e Alita come Milano

Alita Forland (アリタ‧フォーランド?, Arita Fōrando) aka Milano (ミラノ?, Mirano)
Doppiata da Ami Koshimizu
Secondogenita del re di Forland e reggente. Durante la rocambolesca fuga dal castello, si imbatte in Falis, con la quale – per delle circostanze sconosciute - scambia accidentalmente il corpo. Di carattere fragile e riservato, Alita nelle vesti della domestica reale Milano e sotto l'influenza della leale cacciatrice di taglie, finisce per guadagnare via via maggiore sicurezza di sé fino ad affrontare l'adorato fratello maggiore quando questi, passato alle forze del male, cerca di attaccare Falis e la corte.
Falis (ファリス?, Farisu) aka Alita (アリタ?, Arita)
Doppiata da Romi Park
Famosa mercenaria e cacciatrice di taglie, viaggia per il mondo con due fedeli compagni, Dominikov e Pete. Impulsiva e temeraria, Falis è un'eccellente spadaccina e guerriera, unica maestra detentrice dell'antica katana Himetsuru (姫鶴, ひめつる? lit. Principessa gru). Tuttavia, sotto l'apparente imperturbabilità, nasconde le ferite di un triste passato da dimenticare: uccisi i suoi genitori da alcuni soldati, Falis ha giurato dalla tenera età di vendicarsi, nell'anime invece la morte dei suoi genitori è da attribuire a Cecilia, motivo per cui Falis nutre un odio particolare verso la maga.
Dominikov (ドミニコフ?, Dominikofu)
Doppiato da Kazuki Yao
Shinigami dalle fattezze feline che accompagna Falis nei suoi viaggi. Incaricato di mantenere stabile il rapporto fra il mondo dei vivi e quello dei morti, assolve alle proprie funzioni divine nel tempo libero, quando non impegnato con la sua compagnia in caccia di fuorilegge. Nell'anime lui e Pete si svelano essere dei cyborg costruiti dalla civiltà precedente e poi estinta.
Pete Armstrong (ピート‧アームストロング?, Piito Amusutorongu)
Doppiato da Akimitsu Takase
Energumeno dotato di incredibile forza fisica, alleato e compagno di viaggio di Falis. Sotto la scorza di duro e taciturno cacciatore di taglie, si cela tuttavia un animo sensibile e premuroso. Nell'anime è di fatto un cyborg, costruito per essere una letale arma di distruzione.
Jodo Entolasia (ジョドォ‧エントラシア?, Jodō Entorashia)
Doppiato da Takkou Ishimori
Stretto collaboratore della casa reale di Forland ed uno dei più rispettabili uomini di corte. Venuto a conoscenza dello scambio di corpi avvenuto fra le due ragazze, non può che collaborare salvando le apparenze e tentando, inutilmente e non senza furiose litigate, di trasformare la rozza Falis in una principessa ammodo rispettosa dell'etichetta.
Milano Entolasia (ミラノ‧エントラシア?, Mirano Entorashia)
Doppiata da Mayuko Takahashi
Fedele cameriera al servizio della principessa Alita e nipote di Jodo Entolasia. Assume il ruolo della padrona per garantirle la fuga da palazzo durante il colpo di stato del dottore Akamashi. Scoperto l'inganno viene uccisa.

### Nemici
Dr. Akamashi (アカマシ?)
Doppiato da Hiroshi Tsuchida
Akamashi era un vecchio scienziato alle dipendenze della casa reale di Forland, poi, scoperto il modo di creare vita sintetica/robotica, ha maturato l'ambizione di sostituirsi all'attuale regnante ed impadronirsi del potere.
Ana (アナ?)
Doppiata da Chiwa Saitō
Cyborg costruito dal Dottor Akamashi dalle graziose fattezze infantili. Priva di alcun rispetto e pietà verso il genere umano, Ana è fedele solo al suo creatore.
Yuna (ユナ?)
Doppiata da Chiwa Saitō
Cyborg creato dal Dottor Akamashi dall'aspetto di lolita. Morbosamente attaccata al proprio padre, Yuna è capace di entrare in incontrollabile stato berserk, se la vita di Akamashi viene posta in pericolo.
Cecilia (セシリア?, Seshiria)
Doppiata da Megumi Toyoguchi
Potente strega oscura che, alleata del principe Kaito, cerca di impadronirsi di Teoria. Ben poco si sa di lei se non che, assieme al principe, lavora per conto di un ignoto signore. Nell'anime è l'assassina dei genitori di Falis e i duoi poteri magici non sono che fittizi: Cecilia impiega, segretamente, dei vecchi manufatti di tecnologie ormai perdute spacciando un'energia quale l'elettricità come frutto del suo potere.
Principe Kaito aka Il cavaliere nero (黒い騎士?, Kuroi Kishi)
Doppiato da Daisuke Namikawa
Primogenito del re di Forland e fratello di Alita. Partito anni addietro per conto del padre per pacificare i confini presso il vicino regno di Grandel, Kaito non ha fatto più ritorno. Quando si ripresenta a corte, il principe, noto per il suo buon cuore e le sue virtù, è ormai un nemico del regno e spietato attentatore alla vita della principessa. Ormai in combutta con la maga Cecilia, Kaito aspira ad impadronirsi di Teoria per portare al nulla completo il mondo e così pacificarlo del tutto.

## Manga
I volumi pubblicata da Mediaworks, sono stati accompagnati inoltre dagli omaggi grafici di alcuni artisti mangaka, che, nelle pagine dedicate ai contenuti extra hanno raffigurato personaggi e scene dell'opera nel proprio stile. Nelo primo volume ha collaborato Sasaki Shonen, celebre per aver illustrato la serie Tsukihime, nel secondo Atsushi Suzumi, autore di Venus Versus Virus.

## Anime

### Episodi
| Nº | Titolo italiano Giapponese 「Kanji」 - Rōmaji                          | In onda        | In onda |
| Nº | Titolo italiano Giapponese 「Kanji」 - Rōmaji                          | Giapponese     |         |
| 1  | Nascita 「誕生」 - Tanjō                                               | 28 marzo 2007  |         |
| 2  | Incoronazione 「戴冠」 - Taikan                                        | 25 aprile 2007 |         |
| 3  | Ritorno 「帰還」 - Kikan                                               | 30 maggio 2007 |         |
| 4  | Esilio 「追放」 - Tsuihō                                               | 27 giugno 2007 |         |
| 5  | Destino 「宿命」 - Shukumei                                            | 25 luglio 2007 |         |
| 6  | Le conseguenze di una decisione 「決意の果てに･･」 - Ketsui no hate ni | 29 agosto 2007 |         |